# 오와라이

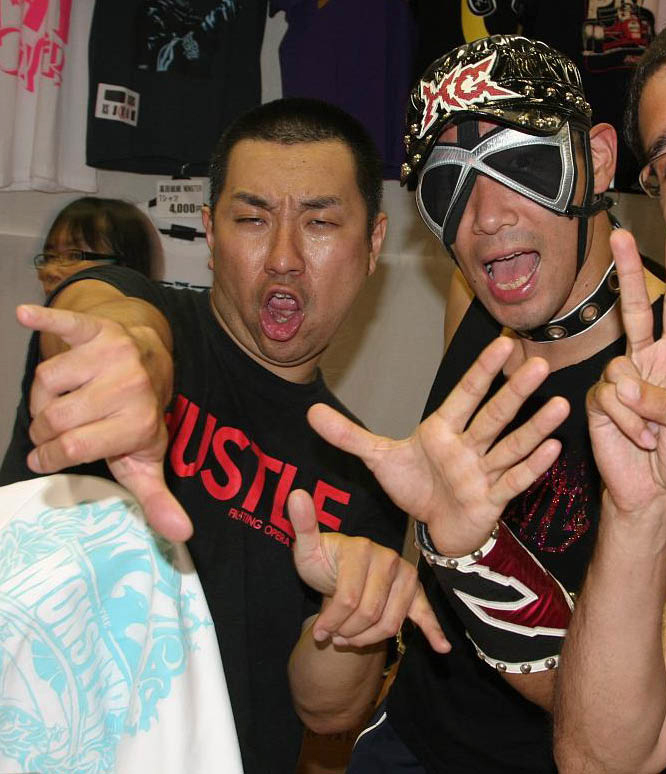
코미디 듀오 스미타니 마사키(레이저 라몽 HG)와 이즈부치 마코토(레이저 라몽 RG)

오와라이(お笑い)는 일본의 텔레비전에 등장하는 코미디를 뜻하는 단어이다. 웃음을 뜻하는 단어인 와라이(笑い)의 경어형으로, 주로 일본의 버라이어티 쇼에서 볼 수 있으며, 코미디언들을 오와라이 게닌(일본어: お笑い芸人), 즉 "웃기는 연예인"이라고 부른다.

## 오와라이 게닌
오와라이 게닌들을 대체로 콤비명으로 활동하며, 몇 몇 게닌들은 콤비가 해체된 후에도 그 이름을 유지하기도 한다. 다음은 일부 콤비들의 목록이다.
- 다운타운
- 폭소문제
- 사마즈
- 톤네루즈
- 코코리코
- 오셀로
- 차장과장
- 나인티나인
- 런던부츠 1호 2호

많은 콤비들이 단어나 영어 단어를 콤비명으로 사용하고 있다. 콤비들은 버라이어티 쇼의 게스트로 출연하거나, 자신들이 쇼를 진행하기도 한다. 콤비를 이루지 않고 혼자서 활동하는 탤런트들은 다음과 같다.
- 아카시야 산마
- 비트 다케시
- 타모리
- 세키네 쓰토무
- 시무라 겐
- 도코로 조지
- 우치무라 데루요시
- 후지이 다카시
- 아오키 사야카

이들 중 산마, 다케시, 타모리는 많은 프로그램을 진행하고 있어 '빅3'라고도 불린다.

## 같이 보기
- 만담